# Андижанское восстание
Андижанское восстание восстание местных жителей против российских властей произшедшее 17 мая 1898 года вблизи города Андижана. Организатором восстания был Мухаммед Али ишан (или Дукчи-ишан), житель села Мин-Тюбе Маргиланского уезда, планировавший захват городов Маргилан, Ош и Андижан, восстановление Кокандского ханства с провозглашением ханом своего 14-летнего племянника с последующим изгнанием русских из Туркестана.

## Обстановка накануне восстания
После завоевания Ферганской долины Российской империей местные жители с удивлением обнаружили, что приход русских им вреда не причиняет, к тому же, с обоснованием в том или ином районе русской администрации, в нём неизменно воцарялся мир и порядок. Регион был «замирён».
Однако, обстановка в Туркестане не оставалась неизменной с течением времени. Постепенно у местного населения прошёл страх перед завоевателями с их пушками и скорострельными винтовками, которые не убивали азиатов, не громили мечети, не трогали местных женщин, не мешали торговать и вообще почти не вмешивались в веками устоявшиеся обычаи. Русские существовали несколько обособленно, местные тоже сами по себе. При этом склонность к бунтам у местного населения сохранилась, и подогревалась она постоянной антироссийской пропагандой, которую вели в среде местного населения исламские священнослужители.
По мнению американского историка А.Халида, после завоевания, население Центральной Азии зажило в основном мирно, и за единственным исключением восстания 1898 года, до 1916 года против российского правления не было никаких восстаний.

## Подготовка и планирование мятежа
Организатором восстания был Мухаммед Али ишан (или Дукчи-ишан), житель села Мин-Тюбе Маргиланского уезда, родившийся в 1856 году в Кокандском ханстве и происходивший из бедной семьи, ни умевший читать и писать, не имевший никакого образования. В возрасте 18 лет он сделался последователем видного суфия Султанхана, после смерти последнего совершил паломничество в Мекку и, вернувшись в Туркестан, в Самарканде поступил в услужение к другому ишану, Ахмедхану, унаследовав после его смерти титул ишана и, видимо, какие-то средства. К 1889[уточнить] году влияние ишана распространилось очень широко по Туркестану, его сторонники из окружения бывшего хана активно распускали слухи о том, что Дукчи-ишану предначертано стать освободителем своего народа.
Доходившим до начальников неясным слухам о готовящемся восстании никто не верил — подобные слухи много раз появлялись и раньше, но всегда оказывались дезинформацией. В это время ишан и его сторонники разработали план восстания, в соответствии с которым предполагалось совершить ночью нападение на казармы одновременно в Маргилане, Оше и Андижане, захватить эти города и восстановить Кокандское ханство с провозглашением ханом 14-летнего племянника ишана с последующим изгнанием русских из Туркестана.
Ишан убедил своих сторонников в успехе мятежа, обещал каждому присоединившемуся к выступлению волшебные палочки, которые должны были предохранить своих обладателей от пуль русских солдат. Также ишан объяснил им, что в случае начала русскими стрельбы, их ружья вместо пуль будут выплёскивать воду, а сами солдаты будут падать по взмаху его рук. Ишан заявил, что ему помогут турецкий султан (была даже предъявлена поддельная грамота с якобы подписью и печатью султана), эмир Афганистана и извечные враги русских — англичане, приславшие якобы уже оружие, спрятанное до времени в горах.

## 17 мая
Около 7 часов вечера 17 мая 1898 года в усадьбе ишана собрались готовые к выступлению «воины газавата». А также присоединившихся к ним 250 конных и 600 пеших бойцов за веру, повёл за собой представший перед ними в зелёном одеянии на белом коне ишан. Одновременно в сторону Оша и Маргилана должны были двинуться и другие отряды; ещё одна группа должна была идти к Андижану, предварительно перебив русских лесничих в горах и уничтожив казаков в кишлаке Каракуль. По дороге к ишану с его войском, двигавшимся к Андижану, присоединялись новые сторонники. Вблизи города к нему примкнули 200 жителей Андижана и группа, которая должна была атаковать Маргилан, но не сумевшая это сделать из-за того, что гарнизон города бодрствовал, а не спал, на что был расчет восставших. Встретившиеся войску ишана 2 верховых русских торговца были зарезаны и разорваны на куски.
Информация о нападении на несколько городов была получена русскими должностными лицами около 2 часов дня, и, хотя она не выглядела достоверной, в Оше и Маргилане были предприняты меры к отражению нападения. Курьер же, отправленный из Маргилана в Андижан, был перехвачен сторонниками ишана и убит.
На подступах к Андижану ишан получил сообщение о расположении казарм 4-й и 5-й рот Туркестанского линейного батальона и решил напасть на лагерь 4-й роты, которая в составе 52 человек уже спала в не имевшей стен летней казарме. Подобравшись к казарме и убив дневального, воины ишана принялись избивать палками и резать ножами лежавших солдат. Один унтер-офицер смог вырваться из атакованной казармы и добежать до расположения 5-й роты, а спавший в лазарете близ казармы 4-й роты молодой поручик открыл огонь из револьвера по разъярённой толпе. Вызванная на помощь 5-я рота атаковала мятежников и начала расстреливать их из винтовок, стрелявших, вопреки уверениям ишана, отнюдь не водой: на поле боя остались 18 убитых и несколько раненых воинов ишана, зелёное знамя, дубинки и ножи. Из состава 4-й роты было убито 22 солдата, 19 серьёзно ранено. События с начала нападения на казарму и до окончания расстрела мятежной толпы заняли не более 15 минут.

## Расследование и наказание виновных

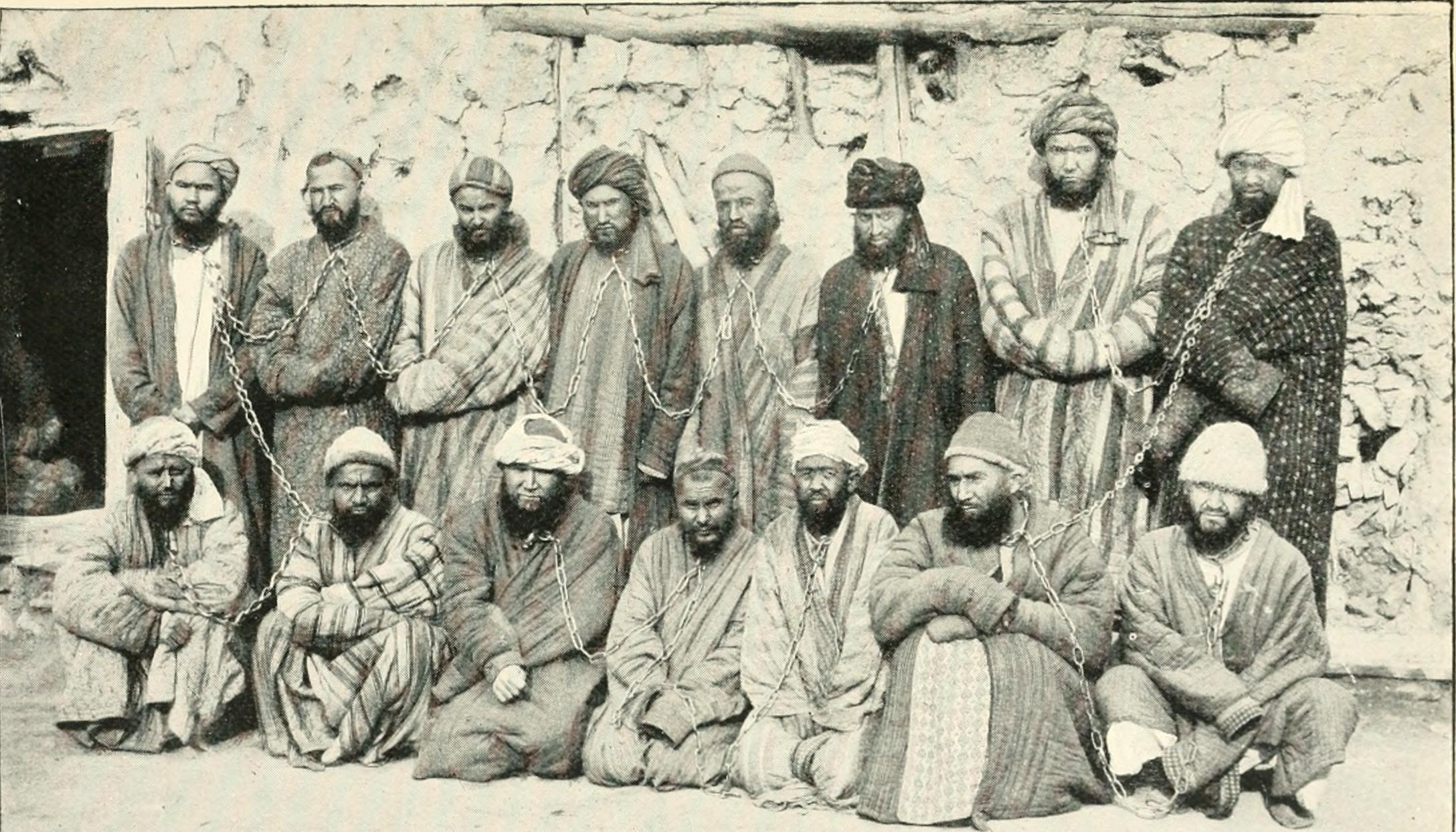
Арестованные участники восстания.

Уже через день Дукчи-ишан был арестован, один за другим были пойманы и его ближайшие соратники. Из 2000 участников мятежа было арестовано 777 человек. Известия о провале восстания быстро облетели округу и удержали от выступления тех, кто только собирался атаковать русских. Сторонники ишана всё же убили лесничего и ограбили лагерь казаков, несмотря на арест главы мятежа — этим и закончилась попытка «освободиться от неверных».
Из 777 арестованных 325 человека были освобождены за недостатком улик, 25 оправданы судом и 19 приговорены к смертной казни, при этом по ходатайству С. М. Духовского большинство приговорённых было помиловано с заменой смертной казни на каторгу. Дукчи-ишан и 5 его ближайших помощников были 13 июля 1898 года повешены в Андижане перед казармой 4-й роты. Были наказаны также жители Мин-Тюбе и ещё ряда прилегающих к нему кишлаков — за участие в нападении на спящих солдат — переселением на другое место. Военный губернатор Ферганы был уволен. Семьи же погибших русских солдат получили материальную помощь.
Данные по национальному составу привлеченных российской администрацией к суду участников мятежа подтверждают его название как «Киргизско-Андижанское восстание»: из 417 привлеченных мятежников кыргызов было 257 человек (62 %), узбеков — 112, тюрок — 20, уйгуров — 17, кипчаков — 3, таджиков — 5, каракалпаков — 1. В этом отношении в восстаниях местного населения ничего не изменилось с ханских времён, когда против ханской власти восставали жители разных национальностей.
Допрос Дукчи-ишана показал, что российская власть в первую очередь обидела его лично, он больше кого бы то ни было другого пострадал от новой власти. Ишан собирался восстановить Кокандское ханство, став его полновластным правителем, которому были бы нужны доходы от торговли и вакуфных земель, покорные подданные; русские же поколебали традиционные устои мусульманского общества. Следствие также установило, что ближайшими помощниками ишана были немолодые люди, служившие ещё при кокандском хане — именно они вели агитацию в пользу ишана и вербовали «воинов ислама».
Карательной мерой после подавления восстание стало решение «об отчуждении в казну всей полосы, по которой прошла шайка ишана Мадали от кишлака Минь-тюбе до Дон-кишлака, с выселением жителей и устройством русских поселений»  (было принято императором Николай II по докладу военного министра Алексея Куропаткина 13 сентября 1898 года).

## Итоги восстания
События в Андижане, увеличившие пропасть между русскими и местными жителями и носившие (в отличие от прочих туземных выступлений) антиколониальный характер, обсуждались на разных уровнях в Ташкенте и Санкт-Петербурге, высказывались различные должностные лица, зачастую довольно резко в пользу самых крутых мер против «туземцев». Мятеж анализировался многими авторами, выдвигавшими различные версии, в том числе о провокаторах и подстрекателях из Турции и Афганистана. Авторитетный автор, прослуживший в Туркестане 40 лет — генерал М. А. Терентьев — причины событий находил в ослаблении роли военных в управлении краем, слабым контролем деятельности мусульманского клира и недостаточным вниманием к выборам старшин и казиев, незнанием русской администрацией местных обычаев и языков.

## Оценки восстания
В 1947 году под редакцией С. В. Бахрушина была опубликована «История народов Узбекистана». По утверждению авторов, Андижанское восстание нанесло удар царизму, поколебало его прочность в недавно завоеванной колонии.
В 1950 годах оценка восстания изменилась. В Узбекистане организовали разоблачительную «дискуссию» по оценке Андижанского восстания 1898 г. Если ранее оно считалось национально-классовой борьбой против колониализма, то теперь рекомендовалось признать её реакционную сущность. Местные историки восприняли это, несмотря на официальную позицию ЦК Узбекской компартии, негативно, а газеты отказывались печатать негативные материалы о восстании.
По утверждению историка Б. Г. Гафурова Андижанское «восстание» 1898 года под руководством Дукчи-ишана было феодально-националистическим и носило реакционный характер. Он считал, что причисление восстания Дукчи-ишана к национально-освободительным движениям «наносит ущерб дружбе народов Средней Азии и Казахстана с нашим старшим братом — русским народом».
В XXI веке оценки этого восстания в Таджикистане изменились. По данным К.Абдуллаева, племенные сегменты среднеазиатского общества оказали сопротивление колониальному захвату, как, например, восстание в Фергане под руководством Мадали (Ишони Дукчи) в 1898 г.
По утверждению американского историка Халида, улемы относились к Дукчи-ишану враждебно, высмеивали его и называли неграмотным самозванцем.

## Комментарии
1. ↑  

Следствие об андижанских событиях по Высочайшему повелению было возложено на сырдарьинского военного губернатора генерала Королькова, и по выяснении всех обстоятельств дела все главные виновные с Хальфой во главе были казнены, а более ста человек сосланы на каторжные работы и на поселение. Кишлак (селение), в котором жил Хальфа, и где было главное ядро заговорщиков, приказано было разрушить, сравнять с землей, всех жителей, знавших о задуманном злодействе, выселить и всю полосу земли, по которой двигалась в Андижан толпа бунтовщиков, отчудить в пользу казны и отдать под устройство русского поселения. Кроме этого, на все население Ферганской области, которому также было известно о замыслах Хальфы свергнуть русское правительство, была наложена контрибуция, кажется, в триста тысяч рублей, и деньги эти большей частью пошли на устройство русского поселения, которое получило название «Русское Село»*.— Г. П. Фёдоров. «Моя служба в Туркестане»